# Ольховая (Ивано-Франковская область)
Ольхова́я (укр. Вільхова) — село в Рогатинской городской общине Ивано-Франковского района Ивано-Франковской области Украины.
Население по переписи 2001 года составляло 180 человек. Занимает площадь 2,662 км². Почтовый индекс — 77033. Телефонный код — 03435.